# Brit Awards de 2005
O Brit Awards de 2005 foi a 25ª edição do maior prêmio anual de música pop do Reino Unido. Um prêmio especial de Melhor Canção dos Últimos 25 anos foi concedido a Robbie Williams por "Angels". A cerimônia, quando transmitida, atraiu 6,32 milhões de telespectadores.
Os produtores adicionaram um efeito falso de filme à cobertura televisiva da premiação de 2005, que foi criticada por alguns que pensavam que havia arruinado o imediatismo da premiação, e que era vertiginosa quando combinada com movimentos rápidos da câmera. Este ano foi a primeira apresentação do prêmio Melhor Performance Britânica ao Vivo.

## Performances
- Daniel Bedingfield com participação de Natasha Bedingfield – "Ain't Nobody"
- Franz Ferdinand – "Take Me Out"
- Green Day – "American Idiot"
- Gwen Stefani – "What You Waiting For?"
- Jamelia com participação de Lemar – "Addicted to Love"
- Joss Stone com participação de Robbie Williams – "Right to Be Wrong" & "Angels"
- Keane – "Everybody's Changing"
- Snoop Dogg com participação de Pharrell – "What's My Name?"
- Scissor Sisters – "Take Your Mama"
- Bob Geldof – "I Don't Like Mondays"
- The Streets – "Dry Your Eyes"

## Vencedores e nomeados
| Álbum Britânico do Ano (apresentado por Clive Owen) | Single Britânico do Ano (apresentado por Minnie Driver) |
| --- | --- |
| - Keane – Hopes and Fears - Franz Ferdinand – Franz Ferdinand - Muse – Absolution - Snow Patrol – Final Straw - The Streets – A Grand Don't Come for Free                                                      | - Will Young – "Your Game" - Band Aid 20 – "Do They Know It's Christmas?" - George Michael – "Amazing" - Jamelia – "Thank You" - Keane – "Everybody's Changing" - LMC vs U2 – "Take Me to the Clouds Above" - Natasha Bedingfield – "These Words" - The Shapeshifters – "Lola's Theme" - The Streets – "Dry Your Eyes" - Sugababes – "In the Middle" |
| Artista Solo Masculino Britânico (apresentado por Naomi Harris) | Artista Solo Feminina Britânica (apresentado por Lisa Stansfield) |
| - The Streets - Jamie Cullum - Lemar - Morrissey - Will Young | - Joss Stone - Amy Winehouse - Jamelia - Natasha Bedingfield - PJ Harvey |
| Grupo Britânico (apresentado por Kelly Osbourne & Sharon Osbourne) | Melhor Revelação Britânica (apresentado por Jo Whiley) |
| - Franz Ferdinand - Kasabian - Keane - Muse - Snow Patrol | - Keane - Franz Ferdinand - Joss Stone - Natasha Bedingfield - The Zutons |
| Artista Pop Britânico (apresentado por Jodie Kidd) | Artista Urbano Britânico (apresentado por Jazzy B) |
| - McFly - Avril Lavigne - Girls Aloud (Canadá) - Natasha Bedingfield - Westlife | - Joss Stone - Dizzee Rascal - Jamelia - Lemar - The Streets |
| Artista Britânico de Rock (apresentado por Brian May) | Melhor Performance Britânica ao Vivo (apresentado por Shirley Manson) |
| - Franz Ferdinand - Kasabian - Muse - Snow Patrol - The Libertines | - Muse - Franz Ferdinand - Jamie Cullum - Kasabian - The Libertines |
| Melhor Canção dos Últimos 25 anos (apresentado por David Walliams & Matt Lucas) | Álbum Internacional (apresentado por Siouxsie Sioux) |
| - Robbie Williams – "Angels" (1997) - Joy Division – "Love Will Tear Us Apart" (1980) - Kate Bush – "Wuthering Heights" (1978) - Queen – "We Are the Champions" (1977) - Will Young – "Leave Right Now" (2003) | - Scissor Sisters – Scissor Sisters - The Killers – Hot Fuss - Maroon 5 – Songs About Jane - Outkast – Speakerboxxx/The Love Below - U2 – How To Dismantle An Atomic Bomb |
| Artista Solo Masculino Internacional (apresentado por Natalie Imbruglia) | Artista Solo Feminina Internacional (apresentado por Charlie Creed-Miles) |
| - Eminem - Brian Wilson - Kanye West - Tom Waits - Usher | - Gwen Stefani - Alicia Keys - Anastacia - Kelis - Kylie Minogue |
| Grupo Internacional (apresentado por Bernard Sumner & Peter Hook) | Melhor Revelação Internacional (apresentado por Simon Pegg) |
| - Scissor Sisters - Green Day - Maroon 5 - Outkast - U2 | - Scissor Sisters - Jet - Kanye West - The Killers - Maroon 5 |

### Contribuição Excepcional para a Música
- Bob Geldof